# Moshe ben Naphtali
Moshe ben Naphtali (hébreu :  משה (אבו עמראן) בן דוד בן נפתלי Moshe (Abu Imran) ben David ben Naftali) est un scribe juif du Xe siècle.
Il est, avec son contemporain et rival Aharon ben Asher, l'un des représentants les plus éminents des écoles massorétiques tibériennes, dont les systèmes de vocalisation et de cantillation ont été adoptés par l'ensemble des communautés juives du monde.

## Éléments biographiques
Ben Naphtali est issu d'une vieille famille de massorètes installée à Tibériade, où lui-même a probablement exercé, entre 890 et 940 EC. sa vie est peu connue par ailleurs, jusqu'à son prénom : certaines autorités médiévales l'appellent « Jacob, » tandis que deux manuscrits de Çufut Qale portent « Moshe ben David. » Cette dernière option a été retenue, à la suite de la découverte d'un fragment autographe indiquant « Ben David ben Naphtali. »

## Œuvre
Ben Naphtali a probablement rédigé, comme Ben Asher, un codex biblique selon les normes massorétiques de son école, mais rien n'en a été conservé. Tout ou partie de ses divergences avec Ben Asher a cependant été préservé, outre les mentions de quelques autorités médiévales, dont Moïse Maïmonide, dans des listes massorétiques plus ou moins complètes, recopiées dans les traités de divers grammairiens (David Kimhi, Yedidia Nortzi, etc.). Ces listes sont imprimées dans les Bibles rabbiniques, dans les textes de Baer-Delitzsch et de Ginsburg, et dans la Masorah de ce dernier (volume iii). Ces différences, au nombre de 875, réfèrent pour la plupart au placement d'accents de cantillation. Les autres ont trait au daguech et au rafè, aux voyelles, accents et, dans de rares cas à l'épellation des mots.
Parmi les différences majeures : 
1. Ben Asher vocalise le prénom du neuvième fils de Jacob, יששכר, « Issakhar, » tandis que Ben Naphtali le prononce « Iskhar. »
2. Lorsqu'une forme du '-K-L (אכל « manger ») apparaît avec un suffixe et que le lamed est ponctué avec un segol, Ben Asher ponctue le khaf avec un hatef patah (sauf en Ecclésiaste 5:10), tandis que Ben Naphtali le ponctue toujours avec un simple sheva.
3. Lorsqu'une forme du verbe G-R-SH (גרש « renvoyer ») apparaît avec un suffixe et que le shin est ponctué avec un segol, Ben Asher ponctue le resh avec un hatef patah (sauf en Psaumes 34:1, où le resh est ponctué avec un sèrè), tandis que Ben Naphtali le ponctue toujours avec un simple sheva.
4. Dans le mot B-T-Y-M (בתים « maisons »), Ben Asher qu'il ne doit y avoir de tav doublement accentué par le daguech (ce qui signifie vraisemblablement que le daguech est dur et non pas doux, indiquant une gémination et non une mutation consonantique) qu'en deux endroits (Deutéronome 6:11 et I Chroniques 28:11), alors que Ben Naphtali estime que c'est aussi le cas en Exode 2:7, id. 8:7 et II Chroniques 34:11.
5. Lorsqu'un nom commençant par un yod vocalisé i (par exemple, Israël) apparaît avec un préfixe beth ou lamed (בישראל ou לישראל), Ben Asher vocalise B'Israël ou L'Israël, tandis que Ben Naphtali vocalise Bisraël ou Lisraël
6. Les auteurs divergent sur la présence de daguech dans les lettres BGDKFT (chez lesquelles le daguech induit une mutation consonantique), dans certaines conditions
7. En de rares endroits, Ben Asher et Ben Naphtali épellent différemment (ex. : en I Rois 3:20, Ben Asher écrit yeshena, Ben Naphtali yesheina ; en Isaïe 30:23, le texte porte, selon Ben Asher, zar'akha tandis que selon Ben Naphtali, il est écrit artzekha ; en Ezéchiel 14:16, le texte est, selon Ben Asher, tihye shmama et, selon Ben Naphtali, shmama tihye)

Elie Lévita, constatant que, sur le point 5, les Occidentaux suivent Ben Asher et les Orientaux Ben Naphtali, a estimé pouvoir en tirer une règle générale. Cependant, cette « règle » souffre de nombreuses exceptions : par exemple, sur I Rois 3:20 (cf. point 7), ce sont les Orientaux qui suivent ben Asher, et les Occidentaux Ben Naphtali ; par ailleurs, en Psaumes 45:10 et Proverbes 30:17, tous les manuscrits et éditions imprimées suivent l'opinion de Ben Naphtali.

## Source
- Cet article contient des extraits de l'article « BEN NAPHTALI » par Louis Ginzberg et Caspar Levias de la Jewish Encyclopedia de 1901–1906 dont le contenu se trouve dans le domaine public.